# HD 28185 b
HD 28185 b è un pianeta extrasolare gassoso che orbita intorno alla stella HD 28185. Questo pianeta orbita in una zona abitabile e un suo satellite potrebbe ospitare acqua o forme di vita.

## Scoperta

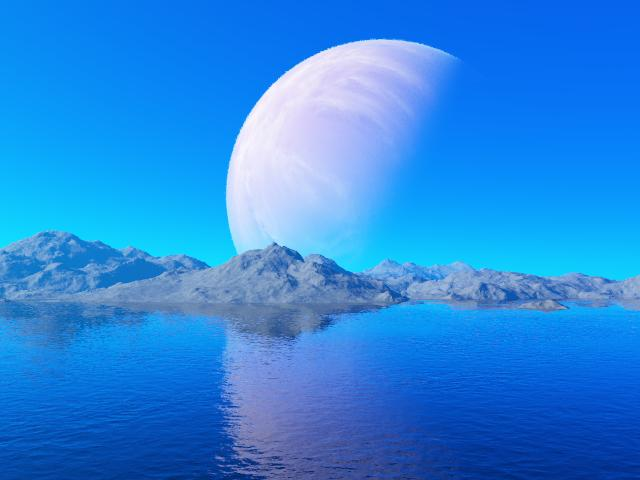
Rappresentazione artistica della superficie di una luna orbitante attorno a HD 28185 b

Il pianeta fu scoperto nel 2001 tramite lo spettrografo CORALIE con il metodo della velocità radiale, e la sua presenza fu confermata nel 2008 dal programma di ricerca di pianeti MPSP presso uno dei due telescopi Magellano.

## Caratteristiche
Il pianeta è almeno 5,7 volte più massiccio di Giove ed è un gigante gassoso; la massa potrebbe essere superiore visto che con il metodo della velocità radiale è possibile solo conoscere il valore minimo, non essendo conosciuta l'inclinazione dell'orbita rispetto alla visuale dalla Terra. Orbita in 383 giorni attorno alla sua stella, l'eccentricità orbitale è bassa e la distanza dalla stella, circa la stessa che divide la Terra dal Sole, lo pone costantemente all'interno della zona abitabile. Gli studi effettuati sul sistema indicano che con queste condizioni un eventuale satellite in orbita stabile possa avere condizioni favorevoli allo sviluppo della vita..